# Kay Hailbronner
Kay Hailbronner (* 5. Juli 1943 in Ulm) ist ein deutscher Rechtswissenschaftler, emeritierter Professor der Universität Konstanz und Leiter des dortigen Forschungszentrums für internationales und europäisches Ausländer- und Asylrecht.

## Werdegang
Hailbronner studierte von 1962 bis 1966 an den Universitäten Heidelberg und Tübingen Rechtswissenschaft. Es folgte 1966 bis 1970 das Referendariat im Bezirk des Oberlandesgerichtes Karlsruhe und eine Assistenzzeit am Max-Planck-Institut für ausländisches öffentliches Recht und Völkerrecht. 1968/1969 war er am Institute of Air and Space Law in Montreal und erlangte an der dortigen McGill University 1969 den Grad eines Master of Laws (LL.M.). An der Universität Heidelberg war er von 1971 bis 1974 Wissenschaftlicher Assistent am Lehrstuhl von Karl Doehring und nebenamtlich Referent am Max-Planck-Institut für ausländisches öffentliches Recht und Völkerrecht. In dieser Zeit promovierte er 1972 an der Universität in Heidelberg. 1974 wurde er hauptamtlicher Referent am Max-Planck-Institut.
Hailbronner habilitierte sich 1979 an der Universität Heidelberg für öffentliches Recht und Völkerrecht. 1977 wurde er Regierungsdirektor im Justizministerium von Rheinland-Pfalz und als solcher an das Bundesverfassungsgericht in das Referat des seinerzeitigen Vizepräsidenten Wolfgang Zeidler abgeordnet. 1979 erfolgte der Ruf an Hailbronner auf den Lehrstuhl für öffentliches Recht, Völkerrecht und Europarecht der Universität Konstanz. Von 1988 bis 1992 war er im Nebenamt Richter am Verwaltungsgerichtshof Baden-Württemberg. 1994 wurde er Leiter des Forschungszentrums für Internationales und Europäisches Ausländer- und Asylrecht an der Universität Konstanz.
2000 wurde er Mitglied des Beirates des Bundesamtes für Migration und Flüchtlinge (BAMF). Im Oktober 2010 trat Daniel Thym seine Nachfolge auf dem Lehrstuhl für Öffentliches Recht, Europarecht und Völkerrecht an der Universität Konstanz an.
Im September 2019 gehörte er zu den etwa 100 Staatsrechtslehrern, die sich mit dem offenen Brief zum Wahlrecht Verkleinert den Bundestag! an den Deutschen Bundestag wandten.
Hailbronner ist Mitherausgeber der Zeitschrift für Ausländerrecht und Ausländerpolitik und der Verwaltungsblätter Baden-Württemberg.

## Sonstiges
Hailbronner hat kritisiert, dass Gerichte durch die Ausweitung des Zurückweisungsverbots (Non-Refoulement nach Artikel 33 der Europäischen Menschenrechtskonvention) ein de-facto-„Recht auf Einreise“ entwickelt hätten, das in den Konventionen so nie intendiert gewesen sei. Denn in der Praxis müssen die Gerichte heute umfassend prüfen, ob im Falle einer Zurückweisung eine unmenschliche Behandlung drohe; dies führe zu langen Verfahren und zu einem faktischen Aufenthaltsrecht während der Prüfung.

## Auszeichnungen
- 2004: Bundesverdienstkreuz (I. Klasse)
- 2007: Ehrendoktorwürde der Universität St. Gallen